# Ponte de Mem Gutierres
A Ponte de Mem Gutierres, também referida como Ponte Domingues Terna e Ponte da Esperança, localiza-se na freguesia de Esperança, município de Póvoa de Lanhoso, distrito de Braga, em Portugal.
A Ponte de Mem Gutierres está classificada como Monumento Nacional desde 1910.

## História
Acredita-se que tenha sido construída por volta de 1382.

## Características
Trata-se de uma antiga ponte românica de um só arco sobre o rio Ave, com casario pitoresco em um dos lados.